# Gustav-Coppel-Park

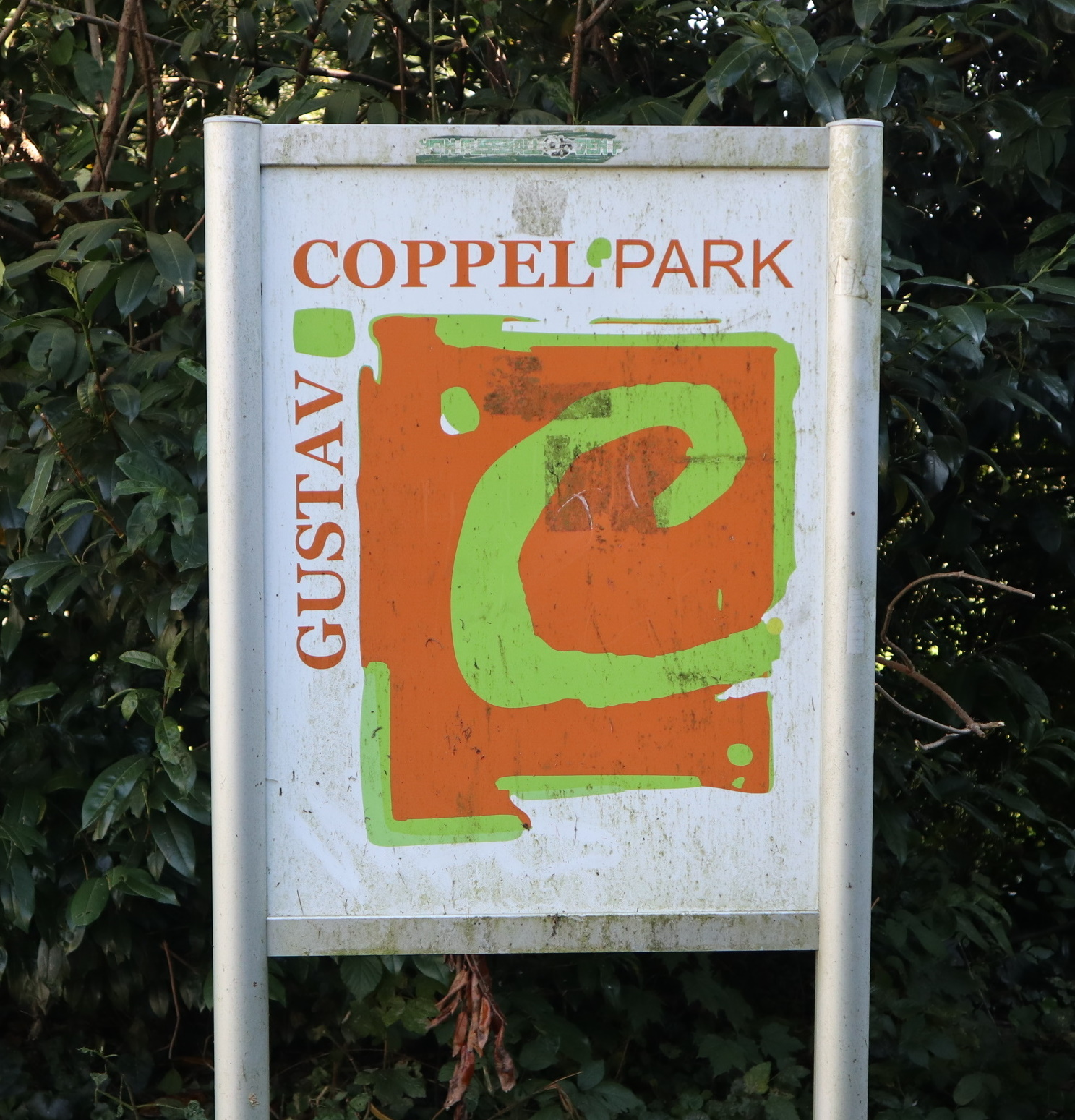
Gustav-Coppel-Park

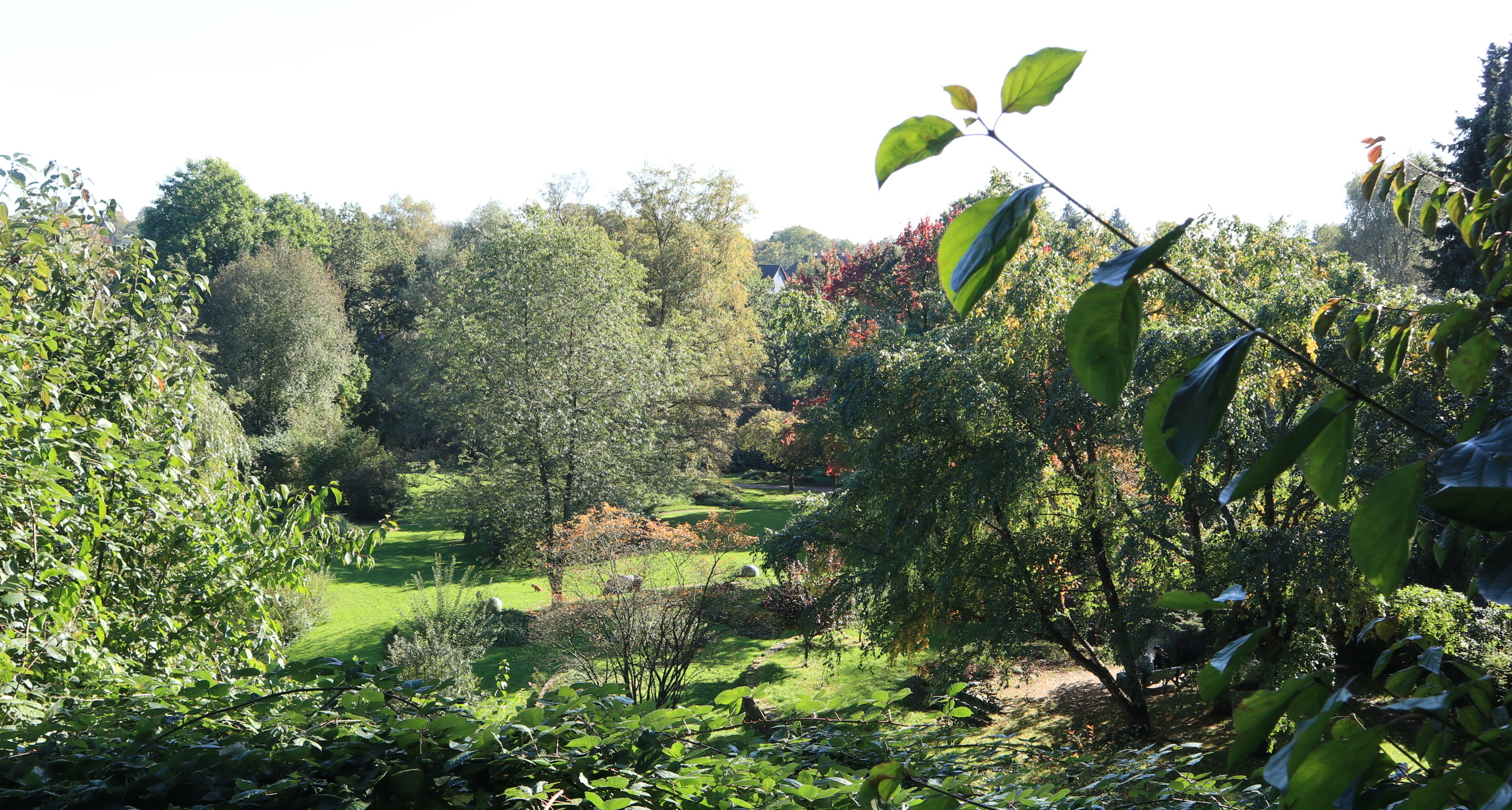
Gustav-Coppel-Park

Der Gustav-Coppel-Park ist eine öffentliche Parkanlage in der bergischen Großstadt Solingen. Der Park ist nach dem Solinger Ehrenbürger Gustav Coppel benannt.

## Lage und Beschreibung
Der Gustav-Coppel-Park befindet sich im Osten der Solinger Innenstadt innerhalb des Stadtbezirks Solingen-Mitte. Er liegt auf einem 5,4 Hektar großen, nahezu rechteckigen Gelände östlich der Spar- und Bauvereinssiedlung Kannenhof, das von den Straßen Hippergrund, Am Kannenhof, Wupper-, Pappel- und Baumstraße eingerahmt wird. Zugänge zum Park befinden sich an der Baumstraße, am Hippergrund, an der Wupperstraße vom dortigen Coppelstift aus sowie an der Straße Am Kannenhof. Der Gustav-Coppel-Park ist hauptsächlich von Wohngebieten umgeben. Östlich verläuft die zum Radwanderweg ausgebaute Korkenziehertrasse.
Der Park befindet sich auf einem abschüssigen Grundstück, das von der Wupperstraße um bis zu 15 Meter in Richtung Hippergrund abfällt. Am tiefsten Punkt des Parks fließt der Papiermühler bzw. Städtgesmühler Bach, der bei dem Ortsteil Papiermühle in die Wupper mündet. Im Hippergrund, im Süden des Parks, befinden sich auch zwei Teiche bzw. Tümpel.

## Geschichte
Das heutige Parkgrundstück lag im 19. Jahrhundert auf freiem Feld zwischen den Ortslagen Bock und Hippe in der damaligen Bürgermeisterei bzw. Stadt Dorp. Teile der Flächen gehörten zur Feldflur des Kannenhofs und wurden landwirtschaftlich genutzt. Nach der Eingemeindung der Stadt Dorp in die Stadt Solingen 1889 wuchs die Stadt Solingen durch neue Straßen in ihren Außenbezirken rasch. Die städtische Bebauung erstreckte sich etwa entlang der Wupperstraße bereits am Anfang des 20. Jahrhunderts bis zum Kannenhof.
Auf der Suche nach einem Standort für einen Botanischen Garten wurde im Jahre 1919 der Baurat der Stadt Solingen, Hermann Schmidthäußler, am Hippergrund fündig. An dieser Stelle, die Schmidthäußler für geeignet hielt, wurde bis 1920 ein neuer botanischer Garten in der Stadt Solingen angelegt, nachdem der bisherige Schulgarten an der Bismarckstraße nicht mehr genutzt werden konnte. Der neue Garten im Hippergrund wurde von dem Solinger Lehrer Peter Spelter maßgeblich mitgestaltet. Die Arbeiten an dem Garten zogen sich bis zum 3. Juli 1920 hin, eröffnet wurde die Anlage am 31. Juli 1920. In der Folgezeit wurde der Garten unter dem städtischen Gartenbau-Oberinspektor Max Hülse stetig erweitert. Am 3. April 1924 schrieb das Solinger Tageblatt über die Anlage, sie sei mit einer Ausdehnung von 7½ Morgen eine der größten Botanischen Gärten in Preußen.:12–18
Bereits nach wenigen Jahren bereits stellte sich jedoch heraus, dass die Fläche im Talgrund zu nass für die dort angesiedelten Pflanzen war. Hülse wies die Stadtgartenkommission daher am 23. Oktober 1928 auf die nötige Erweiterung und Umgestaltung des Gartens hin. In der Folgezeit wurde der Garten dann in Richtung der Wupperstraße nach Norden erweitert., wodurch der Park seine heutigen Ausmaße annahm. Teile der Anlage wurden durch die Luftangriffe auf die Solinger Innenstadt im Zweiten Weltkrieg zerstört, darunter auch das Wärterhaus, das den Bomben am 5. November 1944 zum Opfer fiel.:19
Von den Weltkriegsbomben zerstört und in den ersten Nachkriegsjahren vernachlässigt, machte der ehemalige Botanische Garten am Hippergrund im Jahre 1950 keinen sehenswerten Eindruck mehr. Die Stadt nahm sich erst zu Beginn der 1950er Jahre die Wiederherstellung der zerstörten Grünanlagen im Stadtgebiet vor. Für den Botanischen Garten sollte ein neuer Standort im Stadtgebiet gefunden werden, der zentral inmitten der neuen Großstadt Solingen lag und klimatisch günstigere Bedingungen bot, als der bisherige am Hippergrund. Schließlich legte man den neuen Botanischen Garten auf dem Gelände einer ehemaligen Stadtgärtnerei am Vogelsang an. Er wurde 1963 feierlich eröffnet.:36ff.

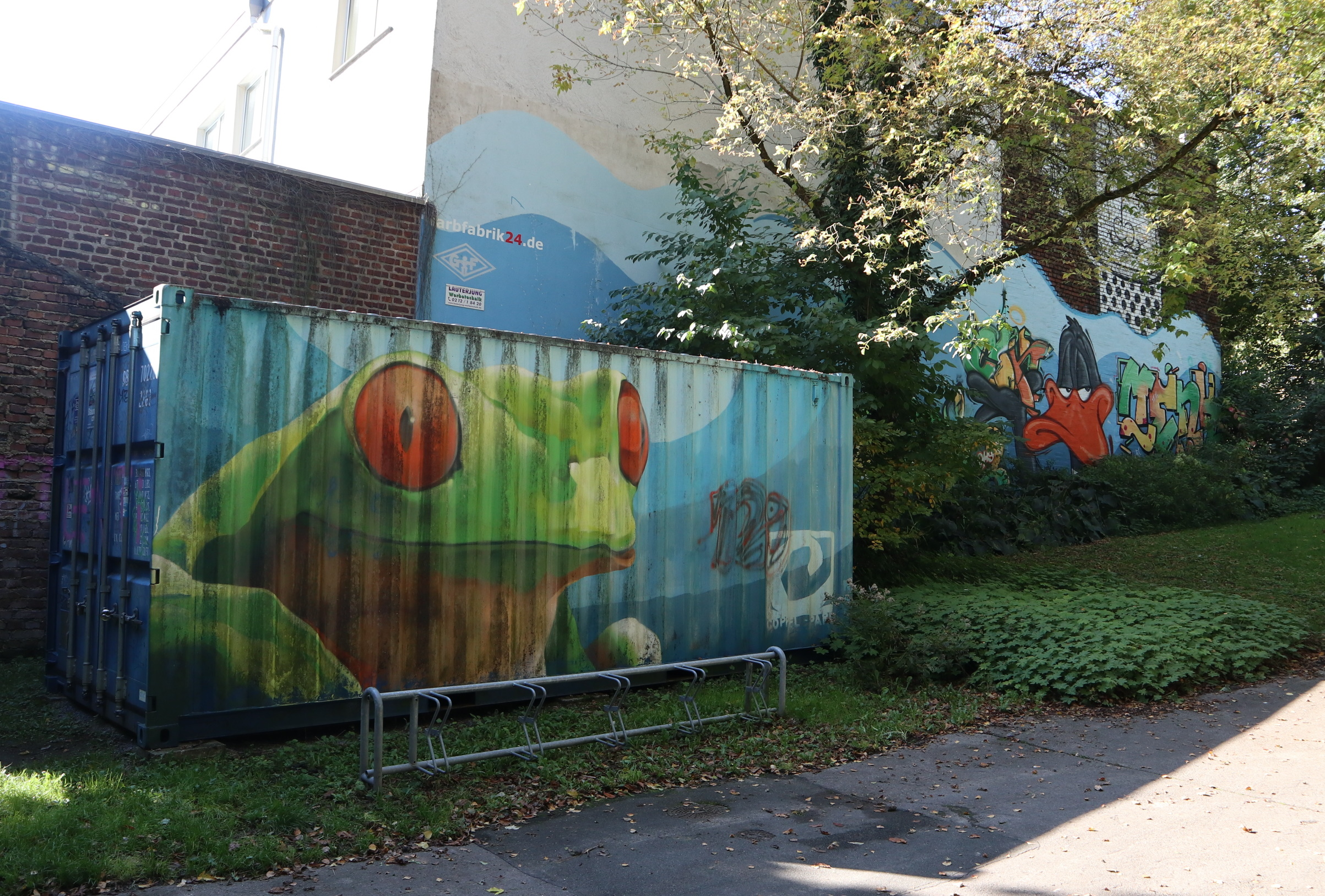
Graffiti im Park

Aus dem Gelände am Hippergrund sollte im Zusammenhang mit dem nahen Kinderheim Coppelstift sowie der nahen Siedlung Kannenhof dennoch wieder ein Park entstehen. Die Arbeiten zur Wiederherstellung der Parkanlage zogen sich bis in die Mitte der 1950er Jahre hin.:22 Aufgrund der schlechten Haushaltssituation der Stadt Solingen wurde seit den 2000er Jahren die Aufgabe der Parkanlage diskutiert. Die im Raum stehende Schließung führte in der Bevölkerung zu erheblichen Protesten. Es bildete sich daraufhin der Bürgerverein Lebenswertes Solingen e. V., der im Jahre 2010 offiziell die Pflege des Parks von der Stadt Solingen übernahm. Nach Übernahme durch den Verein wurde die Parkanlage zu Ehren des Solinger Ehrenbürgers Gustav Coppel in Gustav-Coppel-Park umbenannt. Der Verein gestaltete einige Flächen und Möbel im Park bunt, darunter auch alle Sitzbänke, den Eingangsbereich an der Baumstraße zieren mehrere Graffiti.